# Koutalisaure
Els koutalisaures (Koutalisaurus) constitueixen un gènere de dinosaures hadrosàurids. L'establiment d'aquest gènere es basa en una dentadura molt completa que data del Cretaci superior i que fou trobada a la formació de Tremp, prop del poble d'Abella de la Conca, al Pallars Jussà, a la partida de les Llaus. Aquesta dentadura, IPS SRA 27, havia sigut prèviament atribuïda a Pararhabdodon però prové d'una localitat diferent i presenta característiques inusuals.
La dentadura és molt allargada, i presenta una porció sense dents força extensa.
Prieto-Marquez et al. (2006) pensaren que l'animal era un hadrosàurid, però no s'ha pogut especificar quin lloc ocupa dins d'aquesta família.